# زافيرامينيا
```
قبيلة 
زافيرامينيا
 (التي تعني "أحفاد راميني") هي مجموعة من المستوطنين 
المسلمين
 في جزيرة 
مدغشقر
. وقد ظهروا في مدغشقر قبل قرن على الأقل من ظهور قبيلة 
أنتيمورو
 الأكثر شهرة؛ وغالبًا ما لا يُمييز بين تقاليد الشعبين.
```

يزعم زعماء قبيلة زافيرامينيا أنهم ينحدرون من سلالات عائلية انتقلت من مكة إلى مانغلور ثم إلى مدغشقر. ومع ذلك، يعتقد بعض العلماء أن أصلهم من المرجح أن يكون إما من سومطرة أو بين بوقس في بورنيو. تدعم الروايات التقليدية الأخرى أيضًا الأصل سومطري، حيث يبدو أن راميني هو اسم من العصور الوسطى لسومطرة. يُعتقد أنهم قدموا لأول مرة إلى مدغشقر حوالي القرن الثالث عشر.